# Tinodes parsnai
Tinodes parsnai is een schietmot uit de familie Psychomyiidae. De soort komt voor in het Palearctisch gebied.
De wetenschappelijke naam van de soort werd voor het eerst gepubliceerd in 1959 door de Canadese entomoloog Fernand Schmid.